# Plassen (berg)
Plassen är ett berg i Österrike.   Det ligger i distriktet Gmunden och förbundslandet Oberösterreich, i den centrala delen av landet, 220 km väster om huvudstaden Wien. Toppen på Plassen är 1 835 meter över havet, eller 48 meter över den omgivande terrängen. Bredden vid basen är 0,21 km.
Terrängen runt Plassen är bergig österut, men västerut är den kuperad. Närmaste större samhälle är Bad Goisern, 8,3 km norr om Plassen. 
I omgivningarna runt Plassen växer i huvudsak blandskog. Runt Plassen är det ganska tätbefolkat, med 70 invånare per kvadratkilometer.